# Karl Rahner
Karl Josef Erich Rahner (Friburgo em Brisgóvia, 5 de março de 1904 – Innsbruck, 30 de março de 1984) foi um sacerdote católico jesuíta de origem germânica e um dos mais influentes teólogos do século XX.
Influenciado por Erich Przywara e Joseph Maréchal e estimulado por seus estudos com Martin Heidegger, Rahner tentou uma síntese da tradição teológica com o pensamento contemporâneo. Ele desenvolveu uma teologia transcendental baseada na experiência transcendental.
Karl Rahner é considerado um representante de uma teologia querigmática e foi um pioneiro na abertura da teologia católica ao pensamento do século XX, e sua teologia influenciou o Concílio Vaticano II, tendo Rahner trabalhado como especialista em sua a preparação e implementação.
Rahner foi co-editor da segunda edição da enciclopédia católica Lexicon for Theology and Church e, portanto, teve um impacto em toda a teologia católica de língua alemã. Rahner promoveu a comunicação teológica internacional e o diálogo entre a teologia e as ciências naturais.

## Biografia
Karl Rahner cresceu em uma família de classe média; seu pai lecionou em um magistério. Em sua juventude, ele participou do movimento católico Quickborn, onde conheceu Romano Guardini. Depois de obter o diploma do ensino médio, ele entrou na ordem dos jesuítas em 1922.
Mais tarde estudou filosofia e teologia em Feldkirch, Pullach, Valkenburg, Freiburg em Breisgau e Innsbruck. A participação nos seminários de Martin Heidegger nos anos 1934-1936 revelou-se decisiva para o treinamento de Rahner.
Em 1939, Rahner obteve seu primeiro ensinamento em Viena. Nos últimos anos da Segunda Guerra Mundial, ele também realizou a atividade pastoral na Baixa Baviera. Depois do conflito, ele continuou sua atividade de ensino, primeiro como professor na escola secundária da ordem em Pullach. A partir de 1948, ele foi professor e, no ano seguinte, foi pro, fundamental surgido em 1975 sob o título Grundkurs des Glaubens.
Em 1965, fundou (com Antonie van den Boogaard, Paul Brand, Yves Congar, Hans Küng, Johann Baptist Metz e Edward Schillebeeckx) a revista Concilium, uma das mais importantes revistas da teologia católica contemporânea. Nestes anos, ele também voltou a escrever, na forma de ensaios e artigos, em favor do pacifismo, do desarmamento nuclear.
De 1967 a aposentadoria, em 1971, ele foi professor catedrático de dogma na Westfälischen Wilhelms-Universität em Münster. Em 1971 foi nomeado pela Hochschule für Philosophie München como professor honorário para as questões filosóficas e teológicas "na fronteira".
Em 1969, o Papa Paulo VI nomeou-o membro da Comissão Teológica Internacional, cargo que ocupou até 1972. Em 1981 mudou-se para Innsbruck, onde morreu subitamente em março de 1984 e foi enterrado na cripta da Igreja dos Jesuítas.
Escritor prolífico, Rahner escreveu mais de 800 artigos e ensaios.
A base para a teologia de Rahner é que todos os seres humanos têm uma experiência latente ("não-temática") de Deus em qualquer percepção de significado ou "experiência transcendental". É somente por causa dessa proto-revelação que é possível reconhecer uma revelação distintamente especial (como o Evangelho). A teologia transcendental de Rahner atraiu a atenção de teóricos de diversas vertentes teológicas. Diz o autor:
"O que chamamos de conhecimento transcendental ou experiência de Deus é um conhecimento a posteriori na medida em que a experiência transcendental do homem de sua livre subjetividade ocorre sempre apenas no encontro com o mundo e sobretudo com o mundo que o cerca . […] No entanto, o conhecimento de Deus é transcendental, porque a referência original do homem ao mistério absoluto é uma característica existencial permanente do homem como sujeito espiritual." — Karl Rahner

## Prêmios
As diversas atividades de Karl Rahner foram reconhecidas por inúmeras homenagens oficiais. Ele recebeu um total de 15 doutorados honorários. Em 1965 foi agraciado com o Prêmio Reuchlin. Em 1970 recebeu o Prêmio Romano Guardini e a Grã-Cruz do Mérito com Estrela da República Federal da Alemanha e tornou-se membro da Ordem Pour le Mérite para a ciência e as artes. Em 1972 tornou-se membro honorário da Academia de Artes e Ciências dos Estados Unidos, em 1973 recebeu o Prêmio Sigmund Freud de prosa científica da Academia Alemã de Linguagem e Poesia, em 1979 o "Prêmio Pere Marquette Discovery" (depois dos astronautas Neil Armstrong e Michel Collins e antes de Madre Teresa e Desmond Tutu). Em 1974 foi eleito membro correspondente da Academia Britânica. Em 1979 recebeu o Prêmio Cultural da Cidade de Munique, em 1982 o Prêmio Dr. Leopold Lucas da Universidade de Tübingen por promover a tolerância.